# Hidenari Ugaki
Hidenari Ugaki (jap. 宇垣 秀成 Ugaki Hidenari; ur. 25 lipca 1963) – japoński seiyū i aktor dubbingowy związany z firmą 81 Produce.

## Wybrane role wanime
- 1995: Kidō Butōden G Gundam –
  - Argo Gulskii,
  - podwładny#B,
  - złodziej#A
- 1999–2006: Pokémon –
  - służący Kaneyo,
  - Ogata
- 1999: Digimon Adventure – Nanomon
- 2001: InuYasha – Lord
- 2002: Digimon Frontier – Wizarmon
- 2002: MegaMan NT Warrior – BomberMan
- 2002: Full Metal Panic! –
  - podwładny#A,
  - Jackson
- 2003: One Piece – Yama
- 2005: Doraemon – Kannari-san
- 2005: Naruto – Fūjin
- 2006: D.Gray-man – Pierrot
- 2006–2012: Gintama – różne postacie
- 2012: Naruto Shippūden – Jinin Akebino
- 2012: Aikatsu! – Miteru Itsumo